# Гильманова, Шаура Габбасовна
Гильманова Шаура Габбасовна (родилась 1 января 1954г., с. Имендяшево Гафурийского района БАССР) — телерадиожурналист, педагог, наставник, заслуженный деятель искусств Российской Федерации (2005), заслуженный деятель искусств Республики Татарстан (1997), заслуженный работник культуры Республики Башкортостан (1994), член Союза журналистов Российской Федерации (1985), действительный член Евразийской Академии Телевидения и Радио (2009), лауреат правительственной премии Республики Башкортостан им. Шагита Худайбердина (1994), лауреат региональной премии им. Мажита Гафури (2007), народной творческой премии «Алтын Урал»(2005), кавалер ордена Салавата Юлаева (2020) и медали «Мать нации» (2019).

## Биография
Гильманова Шаура Габбасовна родилась 1 января 1954 года в деревне Имендяшево Гафурийского района, расположенном на берегу реки Зилим, одной из самых красивейших рек Башкортостана.
Восьмилетнее образование получила в Имендяшевской, Карагаевской школах Гафурийского района и в школе № 17 г. Белорецка Башкирской АССР.
В 1973 году успешно окончила Салаватское педагогическое училище по специальностям «Учитель начальных классов» и «Старший пионервожатый».
В 1976-81 г.г. училась очно в Казанском государственном университете по специальности «Журналистика» со специализацией «Телерадиожурналистика». Параллельно работала на республиканском Радио Татарской АССР.
С 1973 года работала директором Красноусольской начальной школы № 6.
С 1974 года инспектором РОНО Гафурийского района, параллельно — диктором филиала Башкирского радио в Красноусольске.
С 1974-90 г.г.: диктор, корреспондент, редактор, старший редактор, политический комментатор — на Башрадио и Татрадио.
С 1990—2005 г.г.: руководитель творческого объединения художественных программ «ТАМАША», главный редактор студии Башкирского телевидения филиала ВГТРК ГТРК «Башкортостан».
В 1990—2004 годах работала преподавателем Башкирского государственного университета по совместительству.
В 2005 г. основала образовательный центр при ГУП ТРК «Башкортостан». Является директором Школы-студии телерадиоискусства по н.в.

## Творчество

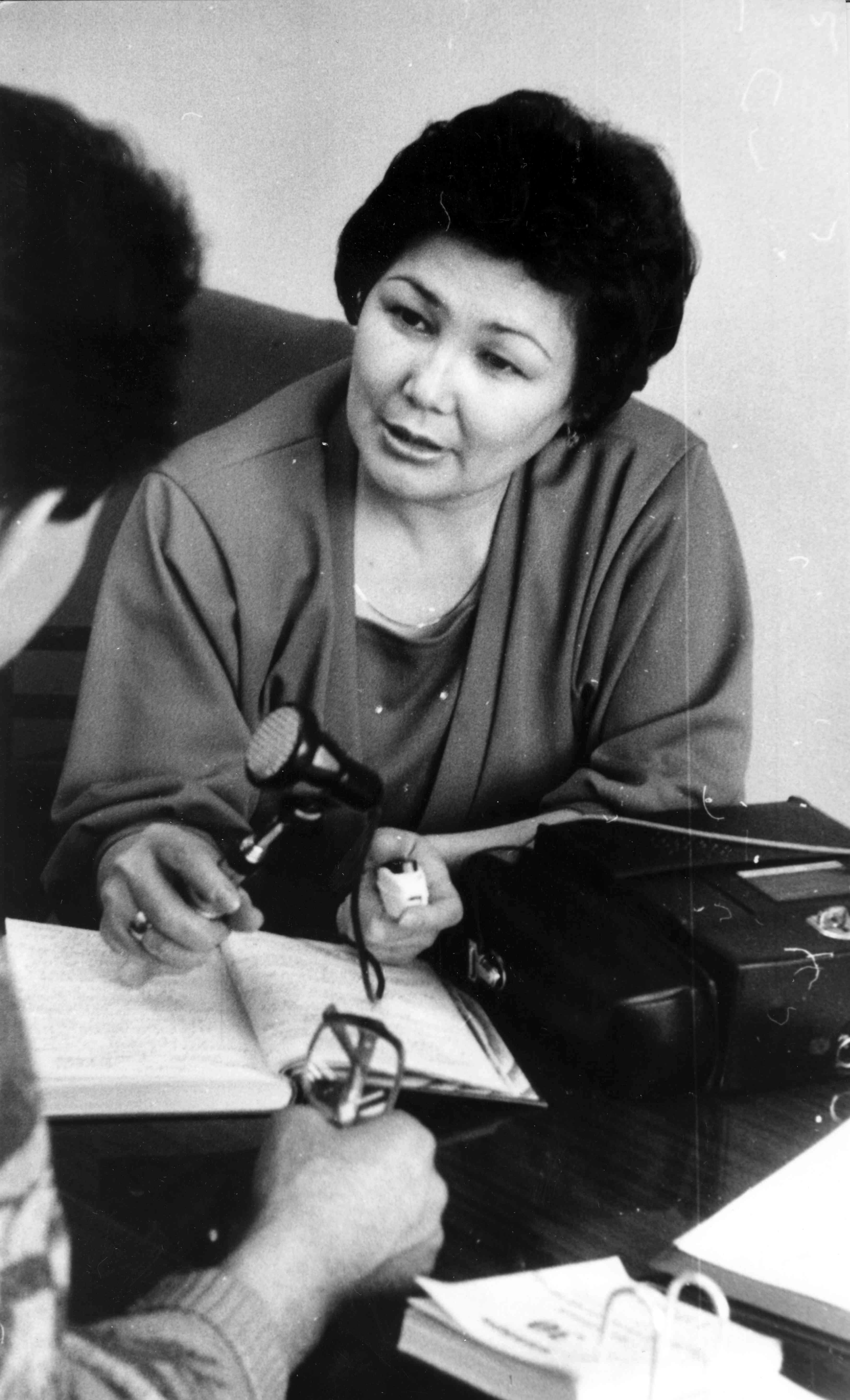
Интревью — основа журналистики 1986г.

### Радио
Гильманова Шаура Габбасовна начинала творческую деятельность диктором и корреспондент-организатором Красноусольского корпункта республиканского радио Башкортостана. На Татарском радио в период учёбы сотрудничала с промышленной редакцией. На Башкирском радио работала в редакции для детей, юношества и молодежи, в редакции советского строительства. Организовала и вела радиопередач для школьников и студентов на башкирском и русском языках — «Пионерская искра» (Пионер осҡоно"), «Спутник» («Юлдаш»), «На студенческой волне („Студенттар тулҡынында“). Кроме этого Ш. Г. Гильмановой принадлежат авторские социальные проекты: „Как живешь, детский дом?“, „Кому нужен инвалид?“, „Школьная реформа реальность и перспективы“, „Перестройка и люди“, „Парламент — власть № 1?“.
Широкий резонанс имели критические передачи Ш.Гильмановой „Сатирический микрофон“ и интерактивные программы в прямом эфире с подключением радиослушателей на улицах. За многократные победы в творческих соревнованиях радиожурналист была поощрена стажировкой в Германской демократической республике.

### Телевидение

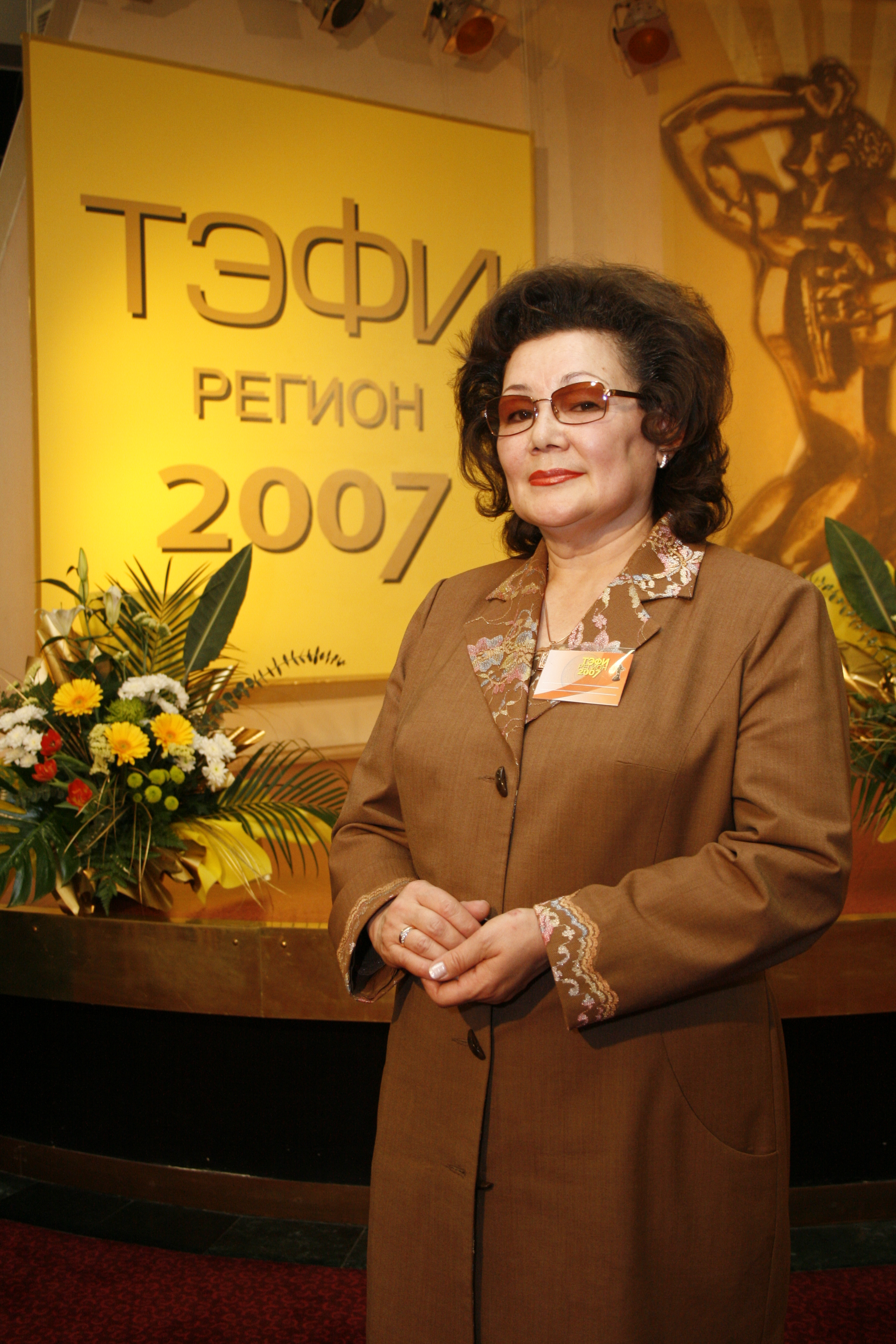
Мастер-класс на ТЭФИ Регион в Уфе 2007 г.

Основная деятельность Гильмановой Ш. Г. на телевидении связана с сохранением и пропагандой культуры и искусства многонационального народа России и Башкортостана. 10 лет шел в эфире телепроект на башкирском, русском и татарском языках „На сцене и за кулисами“, который стал своеобразной летописью культурной жизни Башкортостана на рубеже тысячелетий. Главная тема творческой деятельности журналиста- человек и его духовные ценности.
С её именем связано внедрение на Башкирском телевидении новых жанров, как ток-шоу, телетурне, телемемуары, телекапустники. Шаура Гильманова стояла у истоков создания рекламно-информационной службы Телерадиокомпании, коммерческих проектов „Дарю песню“, „Жемчужины Башкортостана“, „Башкортостан“, „Флагманы Республики“.
Она создала известные телепроекты Башкирского телевидения, которые живут в эфире с начала 1990-х годов. Шаура Габбасовна открыла религиозные программы для мусульман на башкирском языке „Йома“ („Пятница“) и на русском языке „Аль-фатиха“, инициировала телепередачу для христиан „Дорога к храму“. Более тридцати лет на экране главного телеканала РБ программа о жизни башкир, проживающих за пределами республики, которую открыла Шаура Гильманова с названием „Сокращая расстояния“. В последние годы идет под названием „Башкиры“. В течение 10 лет (1993—2002 г.г.) вела межреспубликанскую телепрограмму „Уфа-Казань: мост дружбы“.

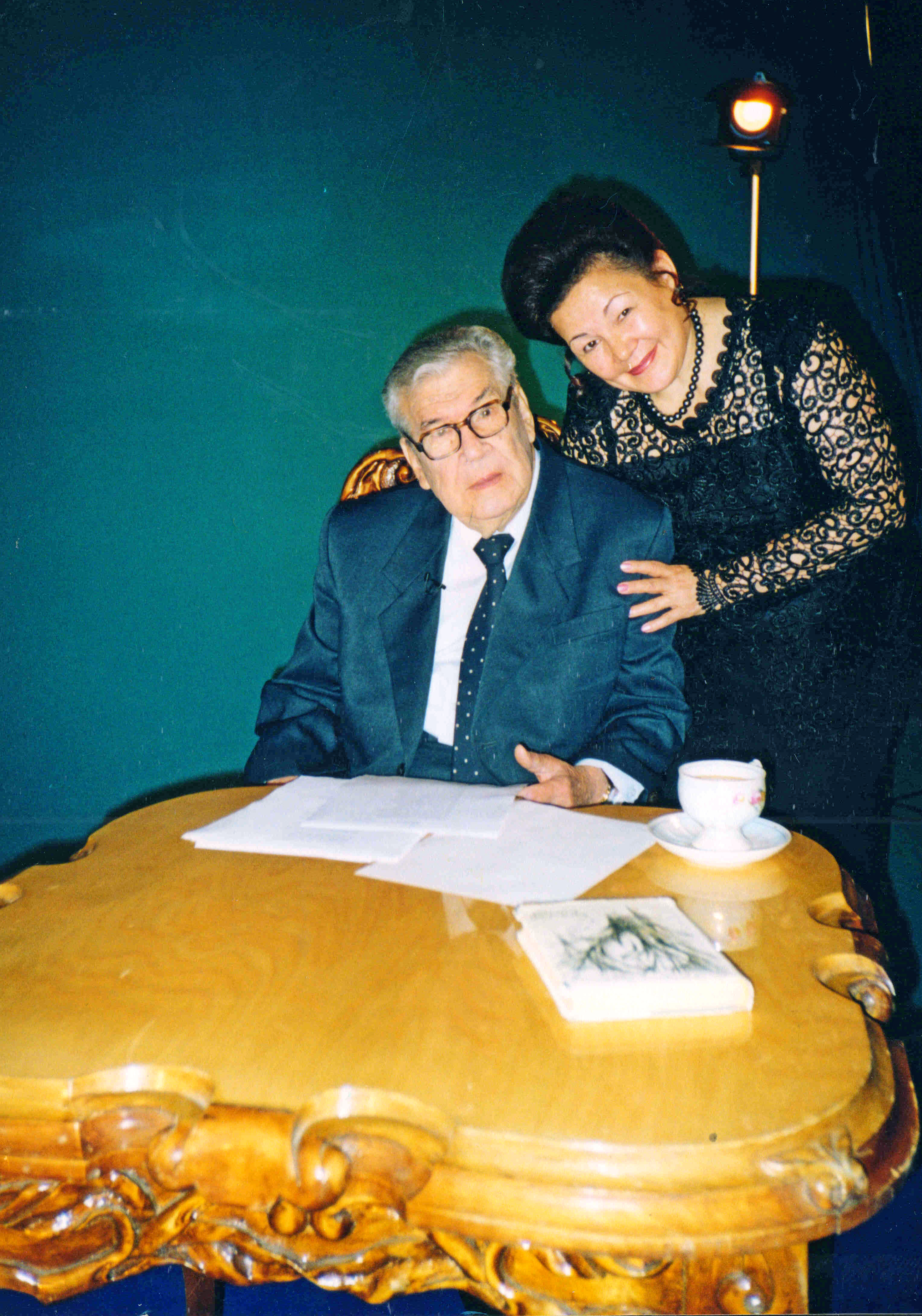
Запись поэтического альманаха Мустая Карима на БСТ 2004 г.

Её гордостью является утренний канал „Салям“ на республиканском телевидении, открытие которого было связано с многочисленными согласованиями с Москвой, так как БашТВ вещало на канале ВГТРК. В 1998 году продюсировала запуск музыкального проекта „Башҡорт йыры“, (в дальнейшем менялись названия на „Песня года“, „Хрустальный соловей“). С 2013 г. вновь идет с первоначальным названием „Башҡорт“ йыры». Более 30 лет продолжается открытая ею телегалерея портретов деятелей культуры и искусств «Автограф».
Ш.Гильманова — автор более 30 документальных документальных телепроектов о жизни и творчестве М.Карима. Она сформировала Государственный аудио‑видеоархив, посвящённой жизнедеятельности М.Карима, составила и издала фильмографический путеводитель «Не русский я, но — россиянин!», создала серию аудиовидеопродукции «Золотое наследие Мустая». Написала пьесу, по мотивам которой Башкирский Кукольный театр создал сценическое произведение «Мустай».
Инсценировка Ш.Гильмановой по творчеству Мажита Гафури был поставлен спектакль «Черноликие», который был удостоен высшей театральной награды «Золотая маска».
Инициатором проекта, переводчиком киноромана и генеральным продюсером первого башкирского художественного полнометражного многосерийного фильма «Ай ҡыҙы» («Дочь Луны») по кинороману Ф. М. Булякова тоже является Ш. Г. Гильманова.

### Образовательная деятельность

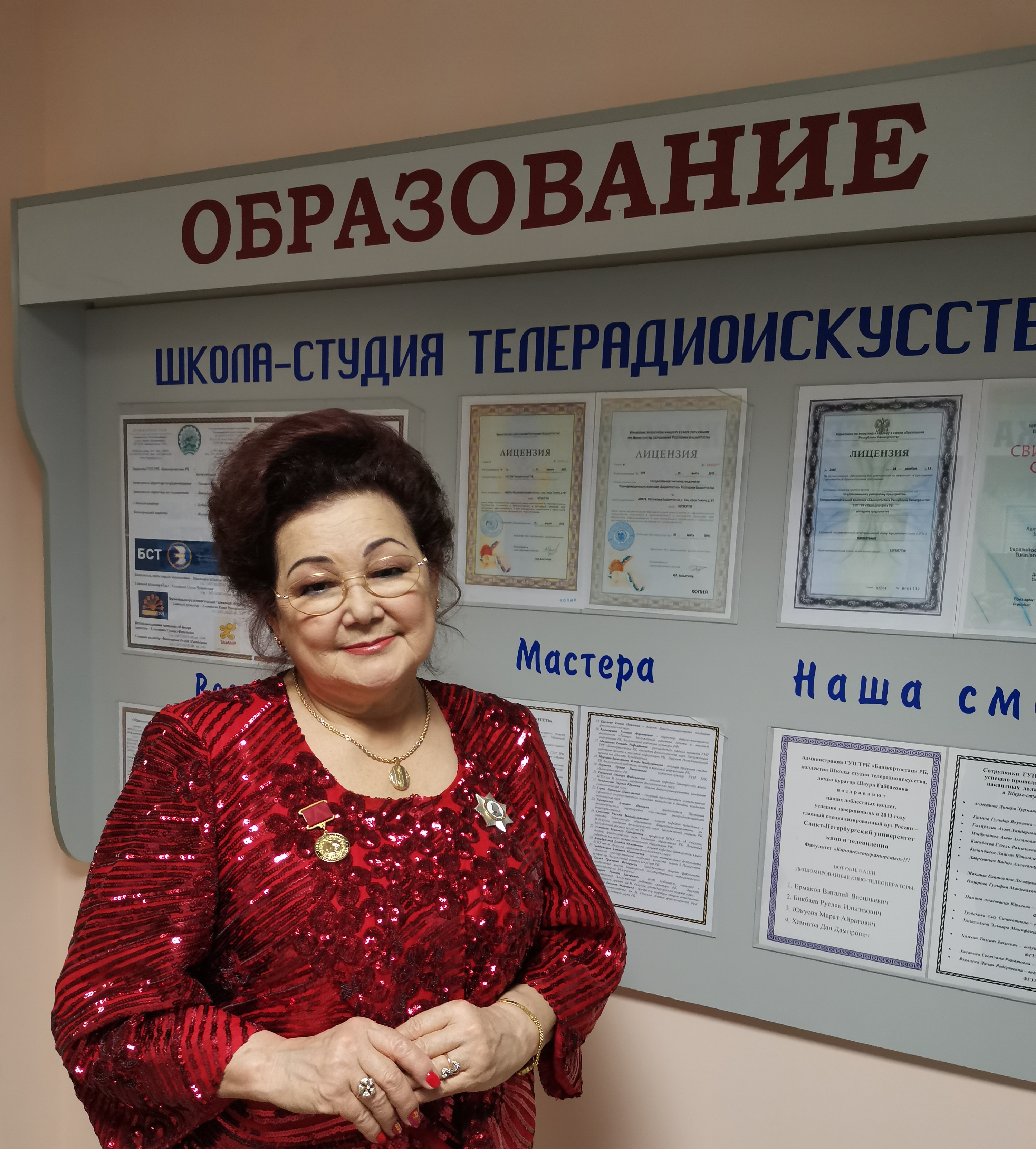
Орден Салавата Юлаева — за подготовку кадров для телерадиоиндустрии 2024 г.

Ш. Г. Гильманова в 1990 г. была одним из основателей кафедры журналистики при Башкирском государственном университете и преподавала до 2005 года. В 2005 году, в связи с открытием новых национальных телерадиоканалов она открыла и возглавила образовательный центр при Гостелерадиокомпании. За 2005—2024 г.г. в Школе-студии телерадиоискусства под руководством Ш. Г. Гильмановой на курсах обучения получили дополнительное образование, повысили профессиональную квалификацию и прошли переподготовку более 2000 человек, которые служат в различных республиканских, муниципальных, частных телерадиокомпаниях Башкортостана. 2005—2008 г.г. Школа-студия организовывала выездные вступительные экзамены в Санкт-Петербургский университет кино и телевидения, который очно и заочно окончили около 130 человек.

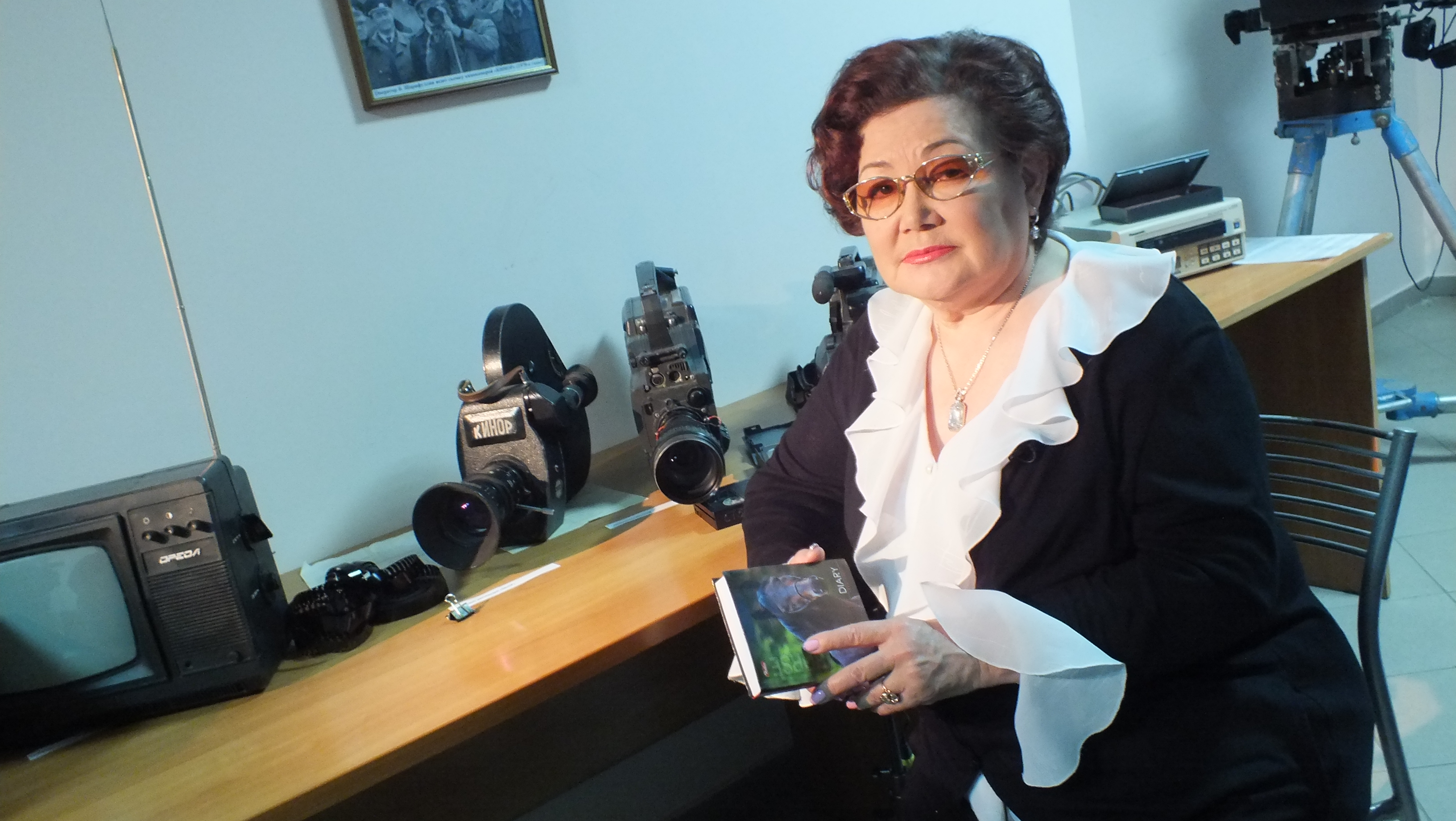
Музей радиовещания и телевидения в Башкортостане — мечта многих поколений коллег 2018 г.

Академика телевидения и радио регулярно приглашают на всероссийские и международные профессиональные форумы в качестве эксперта и члена жюри. Она — организатор республиканского телефестиваля «Прайм-тайм» и республиканского конкурса «Актерская песня». Основала «Музей радиовещания и телевидения в Башкортостане». В «Золотом Фонде» Башкирского телевидения хранятся более 500 бесценных эфирных материалов Шауры Гильмановой.
Шаура Гильманова — Почетный Гражданин своей малой родины. Земляки благодарны ей за помощь в возведении мостов через реки Зилим и Белая, строительство школы и проведение газа в родной край.
Она была у истоков женского движения в республике. За активную общественную деятельность в 2019 году она награждена медалью «Мать нации». Ш.Гильманова вырастила сына и дочь, а теперь активно участвует в воспитании четырёх внучек.

## Награды
Почетные звания:
Заслуженный деятель искусств Российской Федерации (2005)
Заслуженный деятель искусств Республики Татарстан (1997)
Заслуженный работник культуры Республики Башкортостан (1994)
Орден Салавата Юлаева (2020)
Медаль «Мать нации» (2019)
Лауреат правительственной премии Республики Башкортостан им. Шагита Худайбердина (1994)
Лауреат региональной премии им. Мажита Гафури (2007)
Лауреат народной творческой премии «Алтын Урал» (2014).